# Steve Cutts
Steve Cutts ist ein freischaffender britischer Animator und Illustrator, der 2017 und 2018 Webby Awards gewann. Seine Werke verarbeiten die Exzesse der modernen Überflussgesellschaft und orientieren sich am Stil der Comics der 1920er Jahre. Er animierte unter anderem für die Fernsehserie Die Simpsons.

## Ausbildung, früher Werdegang
Von 1998 bis 2001 absolvierte Cutts nach eigenen Angaben ein Kunst-Studium in „Fine Art“ sowie „Fine art, Sculpture2.1“ zum Bachelor am Surrey institute of Art an Design University College. Anschließend arbeitete er mehrere Jahre als Illustrator der Londoner Kreativagentur Glue Isobar an digitalen Projekten für Großkonzerne wie Coca-Cola, Google, Reebok, Magners, Kellogg’s, Virgin, Nokia, Sony, Bacardi und Toyota.

## Karriere
2012 schuf Cutts mit Hilfe von Adobe Flash und After Effects seinen beliebtesten Film MAN, der sich mit Themen des Umweltrechts und des Tierrechts befasst und nach eigenen Worten die «Beziehung des Menschen zur natürlichen Welt» betrachtet. Er erzielte bis Dezember 2022 auf YouTube über 59 Millionen Aufrufe. Seither arbeitet Cutts freischaffend.
2017 gewann er den Webby Award in der Kategorie „Video-Animation“ für sein Werk Are You Lost in the World Like Me?, das er als Musikvideo für den Song Are You Lost In The World Like Me? aus dem Album These Systems Are Failing von Moby und dem Void Pacific Choir erstellt hatte. In dem im Oktober 2016 erstellten Video ging es in einer von Max Fleischer inspirierten Animation um die Smartphoneabhängigkeit. Moby beauftragte Cutts mit der Erstellung des Videos, nachdem er von seinem MAN-Film „erstaunt und umgehauen“ worden war.
Im Juni 2017 animierte Cutts ein weiteres Video für Moby und den Void Pacific Choir: In This Cold Place aus dem Album More Fast Songs About the Apocalypse. Cutts erklärte, dass beide Moby-Videos „Konsumismus, Gier, Korruption und letztendlich unsere Selbstzerstörung“ darstellen. 2017 gewann Cutts für das Musikvideo zum Lied Are You Lost In The World Like Me? den Jury Award beim Annecy International Film Festival, die höchste Auszeichnung, die für die Nominierung bei den Academy Awards qualifiziert.
Im Jahr 2018 war Cutts zum zweiten Mal in Folge Webby-Preisträger in der Kategorie „Film- und Videoanimation für Original-Cartoons, Bewegungsgrafiken, Illustrationen oder digital animierte Bilder, die im Internet uraufgeführt wurden“.
Cutts schaffte es im Juni 2018 auf die von Ridley Scott ausgewählte Liste von nur 12 Personen für das New Directors’ Showcase beim Cannes Lions International Festival of Creativity. Dazu sagte Scott: „Das Spektrum der Arbeiten, die dieses Jahr eingereicht wurden, war bemerkenswert. Wir haben sehr darauf geachtet, dass die Auswahl 2018 nicht nur großartige Ideen widerspiegelt, sondern auch Handwerk und Produktion berücksichtigt.“